# جيف سميث (رجل أعمال)
جيف سميث هو شخصية أعمال كندي، ولد في 26 أغسطس 1955 في لندن في كندا.